# Bourgondisch kasteel van Kortrijk
Het Bourgondisch kasteel van Kortrijk is een voormalig kasteel dat tussen 1394 en 1684 in de Belgische stad Kortrijk stond. Het werd gebouwd in opdracht van hertog Filips de Stoute van Bourgondië en lag nabij de huidige Vismarkt. Vier toponiemen herinneren nog aan zijn bestaan (Kasteelkaai, Kasteelstraat, Oude Kasteelstraat en de Kasteelbrug).

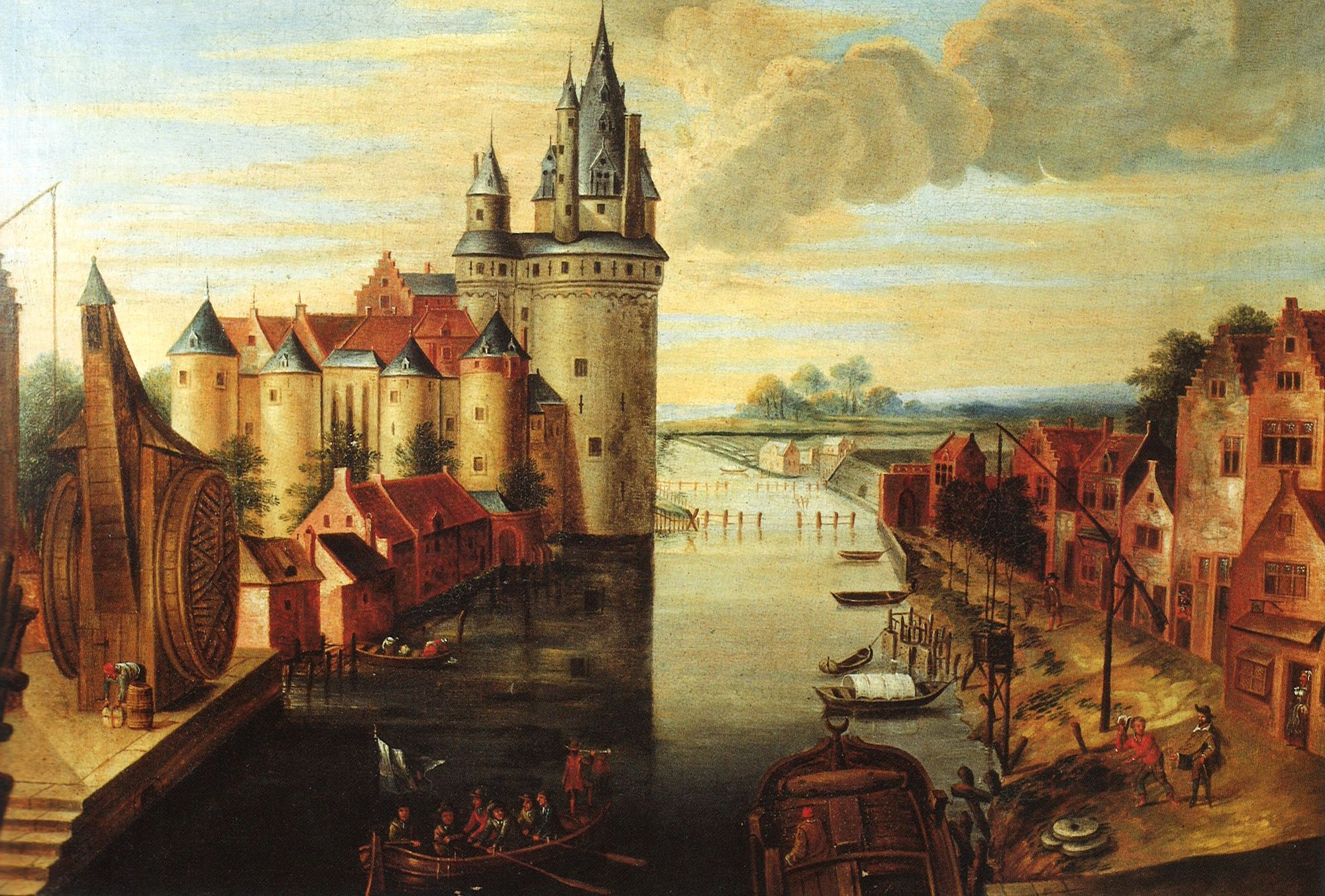
Het kasteel in de 17e eeuw

## Geschiedenis

### Voorgeschiedenis
Kortrijk had tot 1382 een grafelijke burcht. Deze was waarschijnlijk zoals vele andere burchten ontstaan uit versterkte grafelijke hoven die al dan niet door de invallen van de Noormannen extra werden verdedigd. In 1353 gaf graaf Lodewijk II van Male de wettelijke toestemming (=octrooi) om stadsversterkingen te  bouwen, maar rond 1382 stonden die geplande versterkingen nog nergens.
In 1382 werd Kortrijk overvallen door Bretoense huurlingen, in dienst van het Franse leger. Ze hadden net een overwinning op de Gentenaars behaald in de Slag bij Westrozebeke en Kortrijk stond aan de verliezende kant. Als premie mochten de Bretoenen erop los plunderen en de stad platbranden. Ook de graafburcht van graaf Lodewijk II van Male - nochtans de Franse aanvoerder - moest er destijds aan geloven.

### Bouw van het nieuwe kasteel
De Bourgondische hertog Filips de Stoute wilde een betere verdediging opzetten die ook gebruikt kon worden om lokale onlusten te onderdrukken. Hij was in 1369 gehuwd met Margaretha van Male, de enige erfgename van graaf Lodewijk. Daarom gaf hij bevel tot het bouwen van een nieuw kasteel, op de plaats waar zich nu de Kasteelkaai bevindt. Van daaruit kon men de gehele stad bestoken met vuurwapens. 
Lodewijk sneuvelde in 1384 en Margaretha werd gravin van Vlaanderen. In 1386 werd opdracht gegeven tot de bouw, maar de werken vingen pas aan in 1394. Eerst werd een oude sluistoren gesloopt. Men liet het kasteel optrekken uit Doorniks kalksteen en Brabants zandsteen, net zoals vele grote bouwwerken uit de streek. De meeste van die stenen kwamen uit het oude kasteel. De werken vlotten goed en tegen april 1398 waren de belangrijkste torens af en begon men aan het delven van een gracht rond het kasteel. Ook de gebouwen rond de erekoer en de waterput werden reeds voorbereid. In 1399 konden de garnizoenssoldaten al hun intrek nemen in het nieuwe kasteel. De werken werden voltooid op 27 april 1402. 
Oorspronkelijk waren de bruggen uit hout gemaakt. Maar doordat deze het zwaar te verduren hadden van het stromende water werden ze vervangen door stenen bruggen met versterkte bruggenhoofden. Beetje bij beetje werd hier en daar nog iets bijgebouwd zoals een stal, een woning, een duiventil, een muurtje…

### Ondergang van het kasteel
Door het bestand van Regensburg moesten de Fransen het strategische Kortrijk volledig van zijn versterkingen ontdoen. Hierdoor werd het kasteel op 29 november 1684 met buskruit opgeblazen. Een eeuw lang bleven de brokstukken liggen zoals ze werden achtergelaten.

## Feitelijke gegevens
- Het plan van het kasteel werd opgetekend op een volledige dierenhuid. Deze bron wordt bewaard in het algemeen rijksarchief van Brussel.
- De afmetingen van het kasteel waren 45,54m (oostzijde), 55,55m (westzijde), 43,46m (zuidzijde), 54,57m (noordzijde). De lengte van een zijde is afhankelijk van de torens die op de hoeken staan. De meest uitgesproken hoektoren was de donjon.
- De muren van de donjon waren 3,57m dik. De andere torens hadden muren met een dikte van 1,80m. De verbindingsmuren waren een goede 3,27m dik.
- Het kasteel had twee toegangspoorten: een die naar stad en een die naar het platteland leidde.